# Domenico Lo Vasco
Domenico Lo Vasco, dit « Mimmo », né à Brescia le 20 avril 1928, mort à Palerme le 17 avril 2020, est un homme politique italien. Membre de la Démocratie chrétienne, il est maire de Marineo puis de Palerme.

## Biographie
Diplômé en droit et en sciences politiques, il est avocat et fonctionnaire du parquet de Palerme où il dirigeait le centre électronique. Chancelier puis premier directeur de la Cour de Palerme, il est promu en mai 1990 directeur supérieur de la Cour d'appel de Caltanissetta.
Membre de la Démocratie chrétienne, il est élu maire de la commune de Marineo de 1964 à 1976, date à laquelle il est nommé à la tête du tribunal de première instance de Ciminna. À partir de 1983, il participe aux échanges entre sa commune et Sainte-Sigolène en Haute-Loire, qui aboutissent à un jumelage.
Proche d'Attilio Ruffini puis membre en 1986 le courant "Dorotei" de Gava, dirigé en Sicile par Franz Gorgone, il entre en 1980 au conseil municipal de Palerme, où il habite le quartier Villaggio Santa Rosalia, et prend la tête de son groupe politique en 1983. 
Il participe à la municipalité plurielle de Leoluca Orlando à la tête de Palerme à partir de 1985, comme adjoint aux Affaires générales, puis aux Finances en 1987 et dans l'équipe qu'Orlando forme avec les communistes en 1989. Mais, cette alliance déplait à son parti, en particulier au puissant Giulio Andreotti, même si Leoluca Orlando en est également membre et qu'il avait été massivement réélu. Le maire est renversé, et Domenico Lo Vasco lui succède le 15 août 1990. ll met en place un conseil transitoire exclusivement chrétien-démocrate qui marque la fin du Printemps de Palerme, dans l'attente de nouvelles élections : il rappelle les partisans d'Andreotti et Salvo Lima sans inclure les socialistes et les sociaux-démocrates proches de Vito Ciancimino dans sa majorité, tandis que les communistes, écologistes et la Città per l'Uomo passent dans l'opposition.
Réélu après la démission du conseil, il est reconduit le 11 janvier 1991 avec l'appui de la DC, du PSI et du PSDI. Il reste en poste durant la pire période des massacres perpétrés par la mafia sicilienne. Il lance la restauration du Teatro Massimo, fermé depuis plus de 15 ans, la construction de 4,5 kilomètres du périphérique.  
Dans le contexte de l'opération Mains propres qui marque la fin de la Première République italienne, il démissionne en juin 1992, entre les meurtres de l'ancien maire Salvo Lima et du juge Falcone, et l'attentat de via D'Amelio contre Paolo Borsellino. Il est dernier maire chrétien-démocrate de Palerme, laissant son poste à l'indépendant de gauche Aldo Rizzo puis au socialiste Manlio Orobello. Encore membre de l'équipe municipale de ce dernier, il ne démissionne pas en même temps que le maire et une majorité des adjoints, pour s'opposer à une dissolution du conseil municipal qui entrainerait l'application de la nouvelle loi introduisant l'élection directe du maire.  
Il fait l'objet de treize enquêtes judiciaires pour lesquelles il est disculpé. Il se retire de la vie politique en 1997 et reprend sa carrière d'avocat.
Il est inhumé à Marineo, sans cérémonie publique du fait de la pandémie de Covid-19 en Italie. 